# 成都快速公交

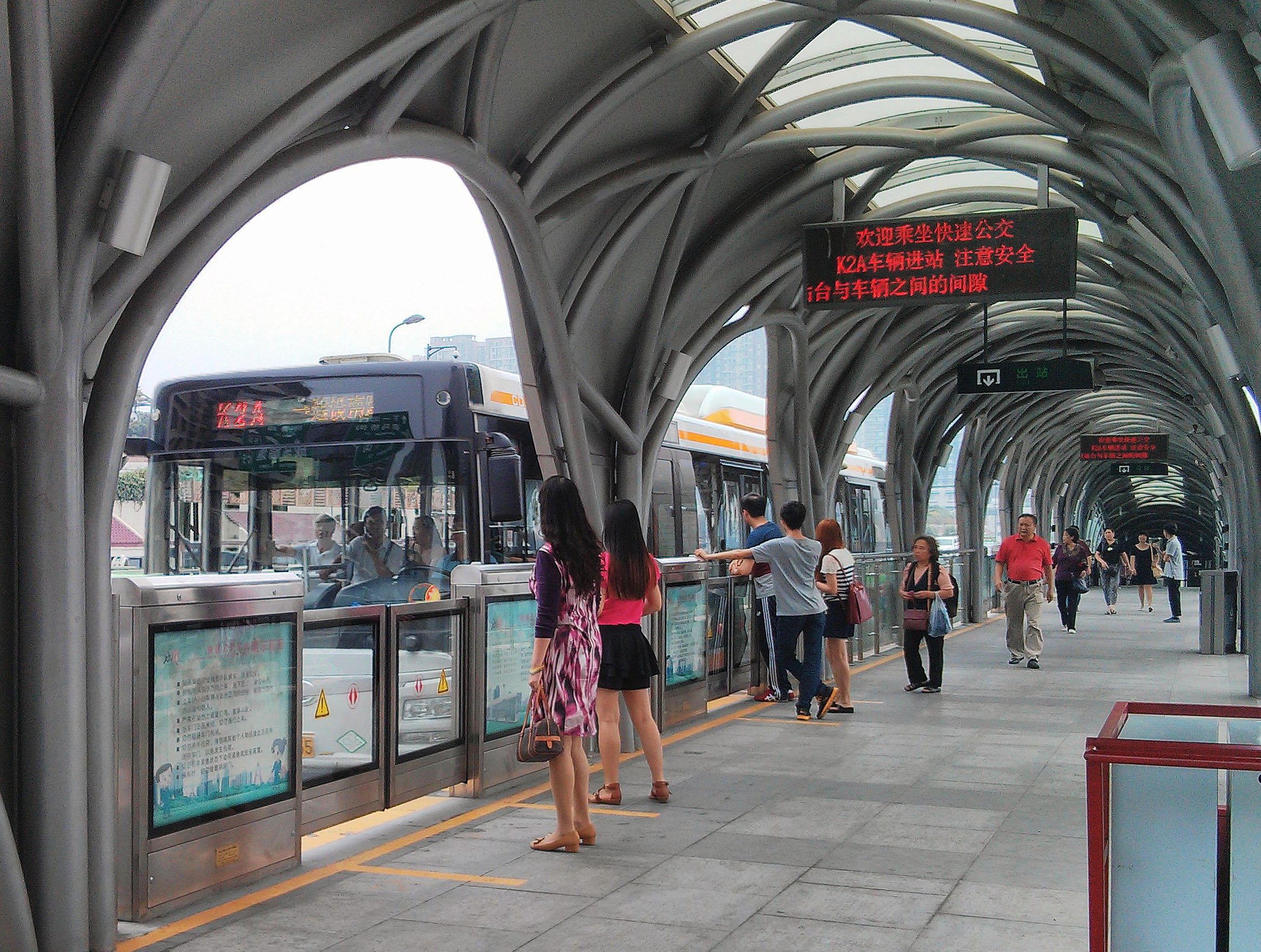
成都市二环路快速公交桃蹊路口站的站台

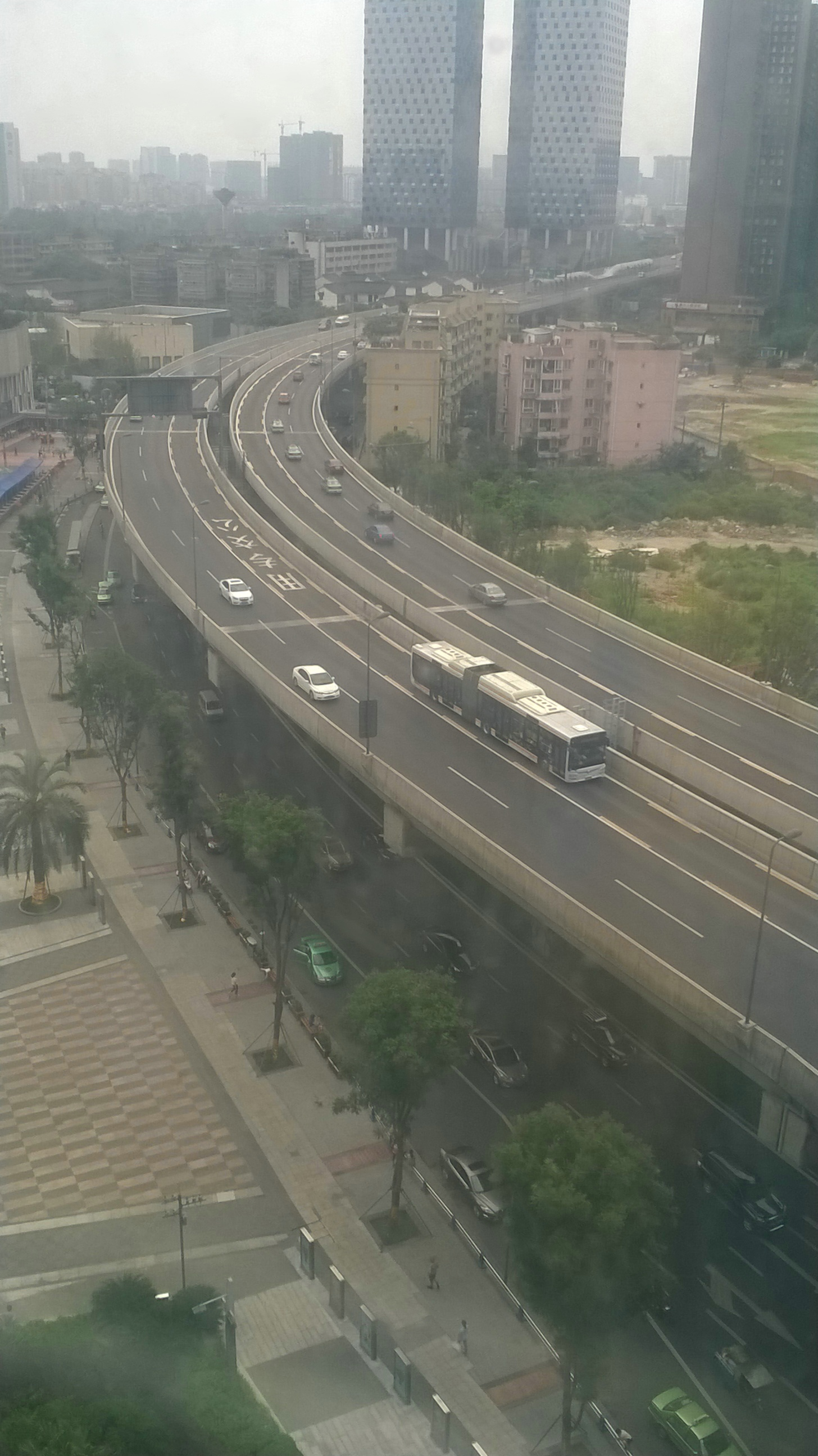
正行驶于东湖公园站至成仁公交站区间的K2线

成都快速公交（英语：Chengdu Bus Rapid Transit，亦称成都BRT），是运行在中国四川省成都市的快速公交系统。首批线路（二环路快速公交K1/K1A线，K2/K2A线）于2013年5月31日起开始试运行，2013年6月11日起正式运行。之后相继开通了凤凰山快速公交（K3线）、剑南大道快速公交（K4线）、日月大道快速公交（K5/K5A线）、成渝立交快速公交（K6线）、洛带快速公交（K7线）、青白江快速公交（K8线）共8条主线，以及7条支线：（K11/K11A线、K12线、K13/K13A线、K15线/K15A线、K16线、K17线和K19线），另有6条区间线路（高峰线）：K1A线、K2A线、K5A线、K11A线、K13A线和K15A线。
截至2023年12月，成都快速公交主要有15条线路（8条主线、7条支线）。截至2023年6月，总长度413公里，快速公交网络依托二环高架道路和4条放射道路（金凤凰大道、日月大道、剑南大道、东轴线），呈现“环+放射”状，快速公交专用道共66公里，快速公交专用站点共60对（其中高架站41对，地面站19对），总配车700余台（使用12米长公交车与18米长铰接公交车）。10年间总行驶里程超过2.2亿公里，累计载客量10.7亿人次，日均42万人次，日均发车2300余班，在二环高架高峰运营速度达25km/h。
沙西线快速公交因与2020年建成的成都地铁6号线走向高度重叠，已取消原建设规划。
除了常规线路，成都公交集团还利用快速公交专用道开行了1条机场线路（天府国际机场公交专线2号线）。

## 历史
成都快速公交各线路开通时间如下：
- 2013年
  - 5月31日，快速公交主线K1(A)线 / K2(A)线开通试运行，途经二环高架，为国内第一条全封闭式高架快速公交环线；
  - 6月11日，K1(A)线 / K2(A)线正式运行；
- 2018年：开始规划开行高架道路与地面道路混合运行的快速公交支线；
  - 9月20日，开通快速公交支线K11线；
  - 9月21日，开通快速公交主线K3线，途经金凤凰高架，是首条不在二环高架道路行驶的线路；
- 2019年
  - 4月12日，开通快速公交主线K5线，途经日月大道；
  - 4月27日，开通快速公交支线K13线，是第一条途经社会匝道进出二环高架的线路；
  - 7月10日，开通快速公交支线K12线，连接二环高架与成都东客站；
  - 9月24日，开通快速公交支线K15线，是第一条进入中心城区外围区域的线路；
  - 11月28日，开通快速公交支线K16线；
- 2020年
  - 3月27日，K5线延伸进入温江公交枢纽站，是第一条进入区县主城区的线路；
  - 4月17日，开通快速公交支线K17线；
  - 9月19日，开通快速公交支线K19线；
- 2021年
  - 2月6日，开通快速公交主线K4线，途经剑南大道；
  - 5月20日，K3线延伸至新都客运枢纽站；停运K12A线；[4]
  - 7月15日，K11线延伸深入天府新区区域；
  - 11月30日，K5线延伸至温江万春公交站；开通快速公交区间线K5A线；[5]
  - 12月13日，开通快速公交主线K6线，途经东轴线；
- 2022年
  - 3月3日，K6线延伸至东山国际片区；
  - 5月31日，K15线延伸至创业路；
  - 6月3日，开通首条快速公交旅游线路“东安湖旅游线”，途经剑南大道、二环高架、东轴线；
  - 7月15日，开通快速公交主线K7线，主要途经东轴线至洛带古镇景区、阳光城片区；
- 2023年
  - 3月23日，开通机场线路“天府国际机场公交专线2号线”，途经二环高架；[6]
  - 10月14日，撤销“东安湖旅游线”；[7]
  - 12月28日，开通快速公交主线K8线，途经金凤凰高架；[8]

## 运营线路
成都快速公交目前有22条线路，分别是8条普通线：K1线、K2线、K3线、K4线、K5线、K6线、K7线和K8线；7条支线：K11线，K12线，K13线、K15线、K16线、K17线和K19线；6条高峰线：K1A线、K2A线、K5A线、K11A线、K13A线和K15A（分别对应纯数字线路的高峰线）；1条机场线：天府国际机场公交专线2号线。

### 主线

#### K1(A)线 / K2(A)线
全程均行驶在二环高架路上。
K1线
起讫点：金沙公交站——金沙公交站（二环内侧环线）
运行时刻：05:45-00:30（次日）
K1A线
起讫点：府南新区——府南新区（二环内侧循环线）
运行时刻：07:00-19:00
K2线
起讫点：金沙公交站——金沙公交站（二环外侧环线）
运行时刻：05:30-00:30（次日）
K2A线
起讫点：光华村街口——光华村街口（二环外侧循环线）
运行时刻：07:00-19:00

#### K3线
起讫点：荷花池公交站——新都客运枢纽
运行时刻：07:00-21:00
途经凤凰山快速公交专用道，并经停中环路、三环路、凤凰山公园、东风渠、金牛高科北区、天新路和金新路共7个快速公交站；其余站点是普通公交站。

#### K4线
起讫站：昆华公交站（大源村）——成都东客站（东广场）
运行时刻：06:30-22:00
除途经部分二环快速公交专用道外，还途经神仙树高架桥快速公交专用道和剑南大道辅路（无公交专用道），并经停交子大道、和盛西街、中环神仙树、高朋大道南、高朋大道北、紫荆北路口、人南立交东、科华路口、东湖公园、成仁公交站、龙舟路口、莲桂东路口（去程单边）和牛市口（去程单边）共13个快速公交站；其余站点是普通公交站。

#### K5线 / K5A线
K5线
起讫点：金沙公交站——万春公交站
运行时刻：06:30-21:30
K5A线
起讫点：金沙公交站——温江公交枢纽站
运行时刻：金沙公交站6:40-21:10；温江公交枢纽站6:10-21:10
两线均途经日月大道快速公交专用道，并经停金沙公交站、苏坡立交桥西、西货站路口、光华北三路口、同诚路口、导航路口和文家路口共7个快速公交站；其余站点是普通公交站。

#### K6线
起讫站：双桥子公交站（双桥子南）——东山国际公交站（鲸龙路成龙路口/佳美路口）
运行时刻：双桥子公交站06:30-21:30；东山国际公交站06:00-21:00
途经成渝立交快速公交专用道，并经停双桥子南（地面站）、塔子山公园、五桂桥、迎晖路、邛崃山路、和锦路、省医院东院、洪河立交、东安湖和桃都大道共10个快速公交站；其余站点是普通公交站。

#### K7线
起讫点：五桂桥（五桂桥公交站）——洛带客运中心
运行时刻：06:00-21:30
途经成渝立交快速公交专用道，并经停五桂桥（去程单边）、迎晖路（去程单边）、建材路口（返程单边）、邛崃山路、和锦路、省医院东院、洪河立交、东安湖和桃都大道共9个快速公交站；其余站点是普通公交站。

#### K8线（铃停巴士）[8]
起讫点：韦家碾公交站——青白江川化俱乐部
运行时刻：韦家碾公交站6:30-21:30、青白江川化俱乐部6:00-21:00
途经凤凰山快速公交专用道，并经停三环路快速公交站；其余站点是普通公交站。

### 支线

#### K11线 / K11A线
K11线
起讫点：金沙公交站——华阳客运站
运行时刻：金沙公交站06:30-21:00；华阳客运站07:30-22:00
K11A线
起讫点：金沙公交站——天府五街
运行时刻：工作日07:30-09:30；16:00-19:00
两线均经停金沙公交站、光华村街口、清水河、少陵路口、红牌楼西、红牌楼东、高朋大道北、高朋大道南、中环神仙树和和盛西街共10个快速公交站；其余站点是普通公交站。

#### K12线
起讫点：中海国际——成都东客站（东广场）
运行时刻：06:00-22:00
经停营门口北（返程单边）、西南交大、商贸大道口、火车北站东（西）、高笋塘、三友路口、桃蹊路口、建设路口、建设南路口、双林北支路口、万年场（返程单边）、塔子山公园（去程单边）、五桂桥和迎晖路（去程单边）共14个快速公交站；其余站点是普通公交站。

#### K13线 / K13A线
K13线
起讫点：九里堤公交站（地铁金府站）——天府软件园（天府四街东）
运行时刻：九里堤公交站06:00-21:00 ；天府软件园07:00-22:15
K13A线
起讫点：九里堤公交站（地铁金府站）——地铁孵化园站
运行时刻：九里堤公交站07:30-22：00；地铁孵化园站06:30-21：00
两线均经停蜀汉路口北、府南新区、光华村街口、清水河、少陵路口、红牌楼西、红牌楼东、高朋大道北、高朋大道南和中环神仙树共10个快速公交站；其余站点是普通公交站。

#### K15线 / K15A线
K15线
起讫点：大丰公交站——创业路二环路口南
运行时刻：大丰公交站06:00-21:45；创业路二环路口南06:50-22:45
经停火车北站东（西）、商贸大道口、西南交大、营门口北、蜀汉路口北、府南新区、光华村街口、清水河、少陵路口、红牌楼西和红牌楼东共11个快速公交站；其余站点是普通公交站。
K15A线
起讫点：大丰公交站——金沙公交站
运行时刻：大丰公交站16:00-17:00；金沙公交站17:50-18:40（仅工作日运行）
经停火车北站东（西）、商贸大道口、西南交大、营门口北、蜀汉路口北、府南新区和金沙公交站共7个快速公交站；其余站点是普通公交站。

#### K16线
起讫站：丛荟路公交站——石羊场公交站
运行时刻：丛荟路公交站06:00-21:30；石羊场公交站06:30-22:00
经停双林北支路口、万年场、双桥子北、双桥子南、牛市口、莲桂东路口、龙舟路口、成仁公交站、东湖公园、科华路口、人南立交东、紫荆北路口、高朋大道北、高朋大道南、中环神仙树和和盛西街共16个快速公交站；其余站点是普通公交站。

#### K17线
起讫点：国际商贸城公交站——茶店子公交站
运行时刻：国际商贸城公交站06:30-21:00；茶店子公交站06:50-21:30
经停凤凰山公园、三环路、中环路、火车北站东（西）、商贸大道口、西南交大和营门口北（去程单边）共7个快速公交站；其余站点是普通公交站。

#### K18线
起讫点：有轨电车技师学院—一品天下大街北
运行时刻：有轨电车技师学院06:20-21:30；一品天下大街北06:30-22:00
所有站点是普通公交站。

#### K19线[11]
起讫站：韦家碾公交站—洪河公交站
运行时刻：06:15-21:30
经停双林北支路口、万年场、双桥子北、双桥子南、牛市口、莲桂东路口（返程单边）共6个快速公交站；其余站点是普通公交站。

### 机场线

#### 天府国际机场公交专线2号线[6]
起讫站：金沙公交站——天府国际机场T2
运行时刻：全天24小时运行
经停金沙公交站快速公交站，其余站点是普通公交站。

## 规划线路

### 已取消：沙西线快速公交（原K7线）
计划起讫点：九里堤公交站——交大犀浦校区
沙西线快速公交因与成都地铁6号线走向高度重叠，站点800米服务覆盖范围重合率超过90%，轨道交通承担该廊道主要出行客流，公交客流总量锐减，遂取消该线路建设规划。

## 快速公交专用道
成都快速公交设置全封闭公交专用道共66公里，全天仅供快速公交车辆使用，由二环高架道路和4条放射道路（金凤凰大道、神仙树高架、日月大道、东轴线）组成，呈现“环+放射”状。其中二环高架路中式全封闭快速公交专用道29.8公里、金凤凰高架路路中式快速公交专用道8.6公里、神仙树高架路全封闭快速公交专用道4.3公里、日月大道路中式快速公交专用道4.7公里、东轴线路中式全封闭快速公交专用道12.8公里。

## 车站

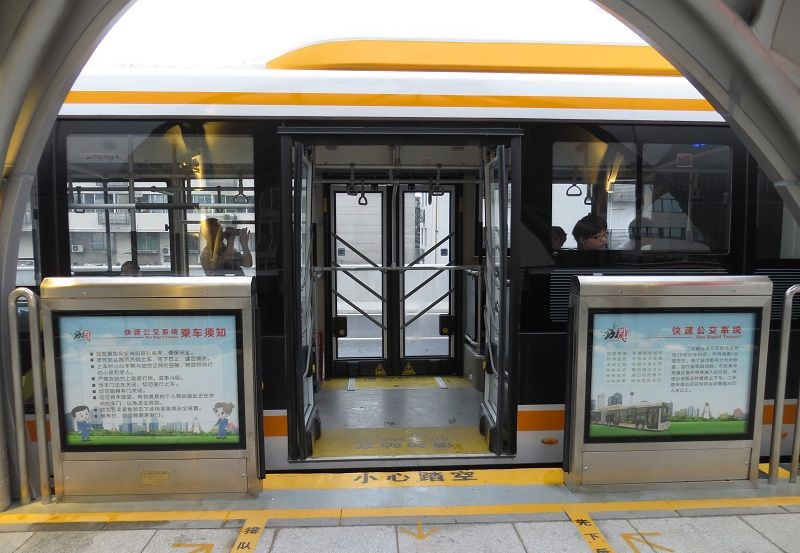
二环路快速公交的车门与低站台门

成都快速公交车站分为快速公交专用车站和常规公交车站。快速公交专用车站共有60对，其中高架站41对，位于二环高架（标准站24对，特色站6对）、金凤凰高架、神仙树高架和东轴线高架；地面站19对，位于日月大道、剑南大道和东轴线。
快速公交专用车站均安装低站台门，大部分未设置站台直梯，不具备无障碍通行条件。
在快速公交专用车站，快速公交采用进站闸机刷卡、出站自动放行模式；在常规公交车站，快速公交采用上车刷卡模式。

## 车辆
成都快速公交总配车700余台，分为18米长铰接公交车和12米长公交车。车辆同时配备左门（停靠快速公交专用路中式站台）和右门（停靠常规公交路侧式站台）。

## 场站
金沙公交枢纽是成都快速公交的主要场站，停靠快速公交车辆188台，在地上五层设有快速公交专用站台，始发K1(A)、K2(A)、K11(A)和K15A，在地上二层设有站台始发K5(A)和天府国际机场公交专线2号线，另外还有常规公交线路10余条，日均客流近2万人次。在地下一层设有通道连接成都地铁4号线、7号线文化宫站。